# Roslyakovo
Roslyakovo  (en ruso: Росляко́во) era una localidad urbana (un asentamiento de tipo urbano) bajo la jurisdicción administrativa de la formación territorial administrativa cerrada de Severomorsk en el óblast de Múrmansk, Rusia, ubicada en la península de Kola en la bahía de Kola, a 6 kilómetros (3,7 mi) al oeste de Severomorsk propiamente dicho. Fue abolida, con su territorio fusionado con la ciudad de Murmansk, el 1 de enero de 2015. Población: 8.696 (censo de 2010); 9.458 (censo de 2002); 11.981 (censo de 1989).
La mayoría de la población trabaja para la Armada rusa o trabaja como contratistas de la marina. La construcción naval es una industria local. Después de fusionar y ampliar dos diques de grava para el portaaviones Almirante Kuznetsov, Roslyakovo tiene el dique seco más grande de la Rusia europea. Rosneft, la compañía petrolera estatal, está abriendo instalaciones en la ciudad.